# Baruch Goldstein
Baruch Kappel Goldstein (ebraică ברוך גולדשטיין, n. 9 decembrie 1956, d. 25 februarie 1994) a fost un medic israelian cu vederi de extremă dreaptă născut în 
Statele Unite ale Americii, care a comis masacrul de la Peștera Patriarhilor în orașul Hebron, în 1994, omorând 29 de arabi palestinieni și rănind alți 150,
ca un act de răzbunare pentru uciderea unor coloniști evrei din zona Hebron de către teroriști arabi.

## Faptele
Pe data de 25 februarie 1994, teroristul evreu a deschis focul cu arma sa automată asupra unor bărbați musulmani, în timp ce aceștia se aflau la rugăciune în moscheea din Grota Patriarhilor din Hebron. Atentatorul era, în calitatea sa de medic, maior în rezervă al armatei israeliene. După rafalele de armă automată, atentatorul a fost imobilizat de arabi și linșat.

## Urmările
Autoritățile israeliene au condamnat oficial acest act terorist împotriva populației arabe palestiniene. 
Baruch Goldstein era un adept al rabinului și politicianului de extremă  dreaptă Meir Kahana, asasinat în SUA de un terorist arab, exponentul unei ideologii dure  față  de arabi, de „ochi pentru ochi și dinte pentru dinte”, liderul fondator al  „Ligii  de apărare evreiești" din SUA și apoi al  partidului de extremă dreaptă „KAH” din Israel. Din cauza ideologiei sale extremiste, partidul fusese scos în Israel în afara legii.
Mormântul lui Goldstein a devenit un loc de pelerinaj pentru „kahaniști”. Pe piatra sa tombală sunt gravate cuvintele:
Aici odihnește un sfânt, Dr. Baruch Kappel Goldstein, binecuvântată fie-i amintirea, om drept și evlavios. Dumnezeu să-i răzbune sângele, care și-a jertfit viața pentru evrei, religia evreiască și pământul evreiesc, cu mâinile curate și inima pură. A fost ucis ca un martir al lui Dumnezeu pe data de 14 Adar, de Purim, în anul 5754 (1994).
În urma unei decizii a Curții Supreme din Israel, a fost distrus altarul și locul de rugăciune de lângă mormânt dar inscripția de pe piatra funerară a rămas intactă.  